# Liste der Kulturdenkmale in Monnerich
In der Liste der Kulturdenkmale in Monnerich sind alle Kulturdenkmale der luxemburgischen Gemeinde Monnerich aufgeführt (Stand: 15. Juli 2025).

## Kulturdenkmale nach Ortsteil

### Bergem
| Bild                 | Bezeichnung          | Lage                                                                 | Beschreibung | Stufe | Eingetragen seit |
| -------------------- | -------------------- | -------------------------------------------------------------------- | ------------ | ----- | ---------------- |
| Lindenallee          | Lindenallee          | auf dem Weg von der Rue de Noertzange zur alten Lameschmühle (Karte) |              | IS    | 7. März 1984     |
| ehemaliger Bauernhof | ehemaliger Bauernhof | 1, rue de l’Eglise (Karte)                                           |              | IS    | 17. Mai 2017     |

### Monnerich
| Bild           | Bezeichnung                        | Lage                               | Beschreibung | Stufe | Eingetragen seit |
| -------------- | ---------------------------------- | ---------------------------------- | ------------ | ----- | ---------------- |
| Weitere Bilder | Pfarrkirche Monnerich mit Friedhof | rue de l’Église/rue d’Esch (Karte) |              | PCN   | 31. Juli 1968    |

### Steinbrücken
| Bild      | Bezeichnung | Lage                      | Beschreibung | Stufe | Eingetragen seit |
| --------- | ----------- | ------------------------- | ------------ | ----- | ---------------- |
| Bauernhof | Bauernhof   | 2, rue de l’Ecole (Karte) |              | PCN   | 26. März 2024    |

Legende: PCN – Immeubles et objets bénéficiant des effets de classement comme patrimoine culturel national; IS – Immeubles et objets inscrits à l’inventaire supplémentaire

## Quelle
- Liste des immeubles et objets beneficiant d’une protection nationales, Nationales Institut für das gebaute Erbe, Fassung vom 11. Juli 2022, S. 92 (PDF)

- Karte mit allen Koordinaten:
- OSM |
- WikiMap

Bad Mondorf |
Bartringen |
Bauschleiden |
Bech |
Beckerich |
Befort |
Berdorf |
Bettemburg |
Bettendorf |
Betzdorf |
Bissen |
Biwer |
Burscheid |
Bous-Waldbredimus |
Clerf |
Colmar-Berg |
Consdorf |
Contern |
Dalheim |
Diekirch |
Differdingen |
Dippach |
Düdelingen |
Echternach |
Ell |
Ernztalgemeinde |
Erpeldingen an der Sauer |
Esch an der Alzette |
Esch an der Sauer |
Ettelbrück |
Fels |
Feulen |
Fischbach |
Flaxweiler |
Frisingen |
Garnich |
Goesdorf |
Grevenmacher |
Grosbous-Wahl |
Habscht |
Heffingen |
Helperknapp |
Hesperingen |
Junglinster |
Käerjeng |
Kayl |
Kehlen |
Kiischpelt |
Koerich |
Kopstal |
Lenningen |
Leudelingen |
Lintgen |
Lorentzweiler |
Luxemburg |
Mamer |
Manternach |
Mersch |
Mertert |
Mertzig |
Monnerich |
Niederanven |
Nommern |
Parc Hosingen |
Petingen |
Préizerdaul |
Pütscheid |
Rambruch |
Reckingen/Mess |
Redingen/Attert |
Reisdorf |
Remich |
Roeser |
Rosport-Mompach |
Rümelingen |
Saeul |
Sandweiler |
Sassenheim |
Schengen |
Schieren |
Schifflingen |
Schüttringen |
Stadtbredimus |
Stauseegemeinde |
Steinfort |
Steinsel |
Strassen |
Tandel |
Ulflingen |
Useldingen |
Vianden |
Vichten |
Waldbillig |
Walferdingen |
Weiler zum Turm |
Weiswampach |
Wiltz |
Winseler |
Wintger |
Wormeldingen